# Euzkazkerra
Euzkazkerra es una banda de música rock punk mexicana creada en 1990 que mezcla el punk, el hardcore, el ska y el rock duro con letras que hablan de la lucha social, la anarquía, la libertad, y el reclamo de los países latinoamericanos hacia su situación tercermundista; se caracterizan por su solidaridad a la lucha social.

## Historia
Sobrevivientes de las décadas de los ochentas y noventas forman parte de la ola de grupos mexicanos punk legendarios, su relevancia aparte de formar parte de esta ola radica en ser una de las pocas bandas mexicanas en haber sobrevivido toda la década más polémica del rock noventero mexicano y en haber tocado con todas las bandas representativas de esa época. Son contemporáneos de grupos como Atoxxico, Masacre 68, Espécimen, Garrobos. Como la mayoría de las bandas de ese tiempo se caracterizó por ser conocida mas no reconocida ya que nunca tuvieron el empujón discográfico comercial hacia las grandes masas latinas, aun así en su larga carrera musical han compartido escenario con la mayoría de los grupos de rock subterráneo trascendentales de México: Espécimen, Luzbel, El Haragán, Síndrome del Punk, Disolución Social, Lira’n’Rol, Atoxxico, Masacre 68, No+Mas etc.
Sus orígenes se remontan a otros grupos muy activos de los ochenta.
Su contribución al punk mexicano marco la diferencia por tener ritmos menos americanizados si los comparamos con la corriente del punk estadounidense y su influencia en México.
Lamentablemente de su muy amplio repertorio sólo se han grabado cuatro discos.

### Integrantes
De entre sus múltiples músicos que han recorrido a la agrupación, se considera como fundadores a:
- Alexuz Guzmán
- Benjamin olvera
- Rafael Alejandro Juárez
- Gustavo L. Mandujano

### Otros Integrantes
- Imanol Hernández Antzokia
- Hugo Oviedo
- Guillermo Wong Lee
- José Badillo Kuino

## Discografía
- Radikal en Chiapas (1994)
- Y no te importa nada(1996)
- Nuestra lokura (2000)
- Acá Estamos-Acoplado bandas potosinas (2002)
- Resistencia (2006)
- Kombustion Mundial-Acoplado junto a Fanco Ha Muerto (Mexico-España) (2009)

- Datos: Q5852482